# 金剛流

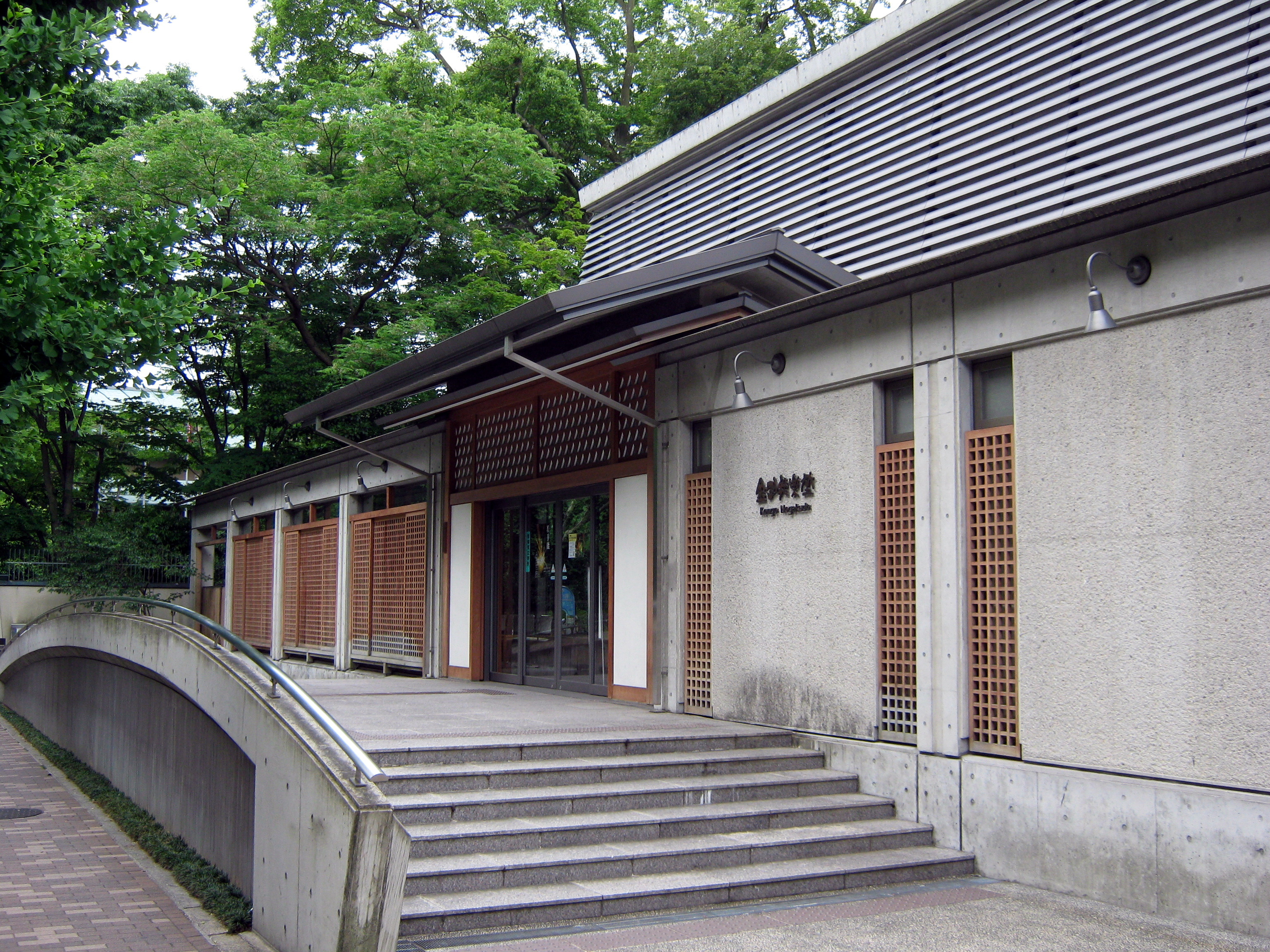
金剛能楽堂、京都市上京区

金剛流（こんごうりゅう）とは、日本の伝統芸能である能楽のうち、能のシテ方の流派の一つである。現在の宗家は金剛永謹。

## 概要

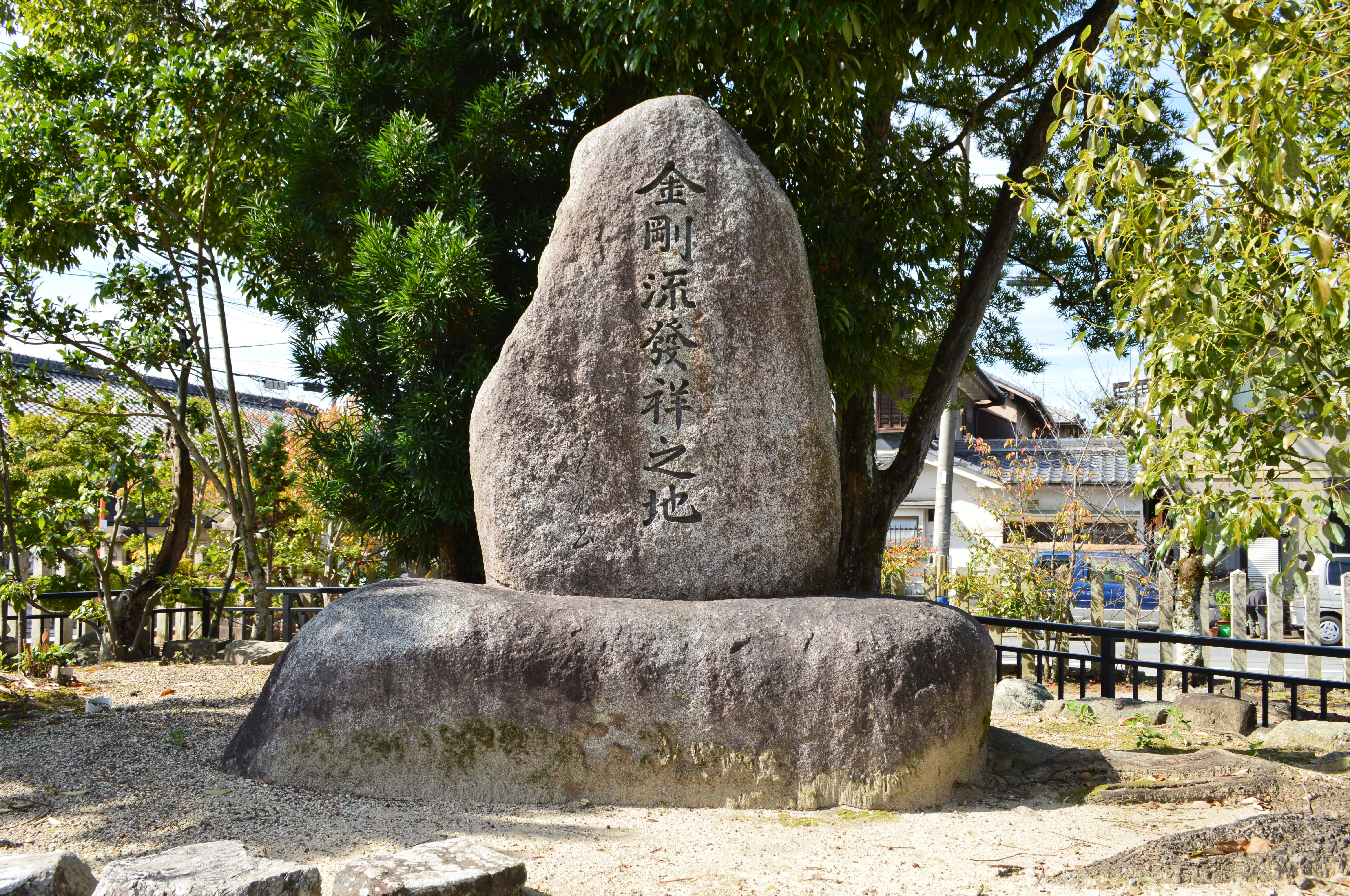
金剛流発祥之地碑（龍田神社境内）

法隆寺に仕えた猿楽座である坂戸座を源流とする流派で、室町初期の坂戸孫太郎氏勝を流祖とする。六世の三郎正明から金剛を名乗る。華麗・優美な芸風から「舞金剛」、装束や面の名品を多く所蔵することから「面金剛」とも呼ばれる。
豪快な芸風で知られた七世金剛氏正は「鼻金剛」の異名を取り、中興の祖とされる。しかし、室町から江戸期においては他流に押されて振るわず、五流（観世・宝生・金春・金剛・喜多）の中で唯一独自の謡本を刊行することがなかった。江戸初期に金剛流から喜多流が分派している。江戸中期の米沢藩では8代藩主上杉重定が金剛流を長く愛好していた。安永7年（1778年）、9代藩主上杉治憲（上杉鷹山）は当時宗家の金剛三郎を隠居していた重定の元に招いている。これ以後、米沢藩士のあいだにも金剛流が広がったという。現代でも、京都を拠点とする金剛流で、東京以北に流派の団体があるのは米沢だけである。
幕末から明治にかけて活躍した金剛唯一は『土蜘蛛』の千筋の糸を考案したことで知られる。幕末には江戸の芝飯倉に在住していた。江戸時代の石高は100石。
1936年金剛右京の死去により、坂戸金剛家は断絶。翌1937年、他の四流の家元の推薦により、弟子家筋である野村金剛家（京都金剛家）の名人で関西能楽界の重鎮として知られていた金剛謹之輔の子・初世金剛巌が金剛流家元となり、宗家を継承。以降の名人としては、豊嶋弥左衛門、二世金剛巌らがいる。現在の宗家は、1998年9月18日に金剛流二十六世宗家を継承した金剛永謹である。
シテ方五流の宗家の中で唯一京都在住であり、金剛能楽堂を所有している。
所在地：京都市上京区烏丸通中立売上ル 金剛能楽堂 （座席数 定席412席、補助席80席）

## 宗家代々
- 十四世 金剛緑勝
- 十五世 金剛長頼
  - 十四世の子。
- 十七世 金剛弥市久則
- 十八世 金剛三郎氏福
  - 十七世の長男。
- 十九世 金剛氏但
  - 十七生の次男、のちに兄の十八世の養子。
- 二十世 金剛三郎氏栄

- 二十一世 金剛唯一
  - 二十世の次男。
- 二十二世 金剛氏善
  - 二十一世の長男。
- 二十三世 金剛右京
  - 二十二世の長男。
- 二十四世 初世金剛巌
  - 金剛謹之輔の次男。
- 二十五世 二世金剛巌
  - 二十四世の三男。
- 二十六世 金剛永謹
  - 二十五世の長男。

## その他
- 金剛流の能舞は、京舞井上流に影響を及ぼしているとされる。井上流の演者を家族に持つ能楽師も所属している[1]。